# Strada Miklošič
Strada Miklošič (in sloveno Miklošičeva cesta) è una strada situata nel centro di Lubiana, la capitale della Slovenia.

## Storia
La strada venne intitolata a Franc Miklošič nel 1898. È una delle strade pedonali più trafficate della città in quanto collega piazza Prešeren con piazza della Liberazione e successivamente la stazione di Lubiana.

## Descrizione
La strada è ricca di edifici in stile secessione, costruiti dopo il terremoto di Lubiana del 1895. Troviamo l'Urban Hotel, il palazzo della Zadružna Zveza, il palazzo dell’ex Ljudska posojilnica, la Banca Popolare e la casa Bamberg ad opera di Max Fabiani. Alla fine della strada troviamo il palazzo delle Assicurazioni, ad opera di Jože Plečnik.